# Gregory Crewdson

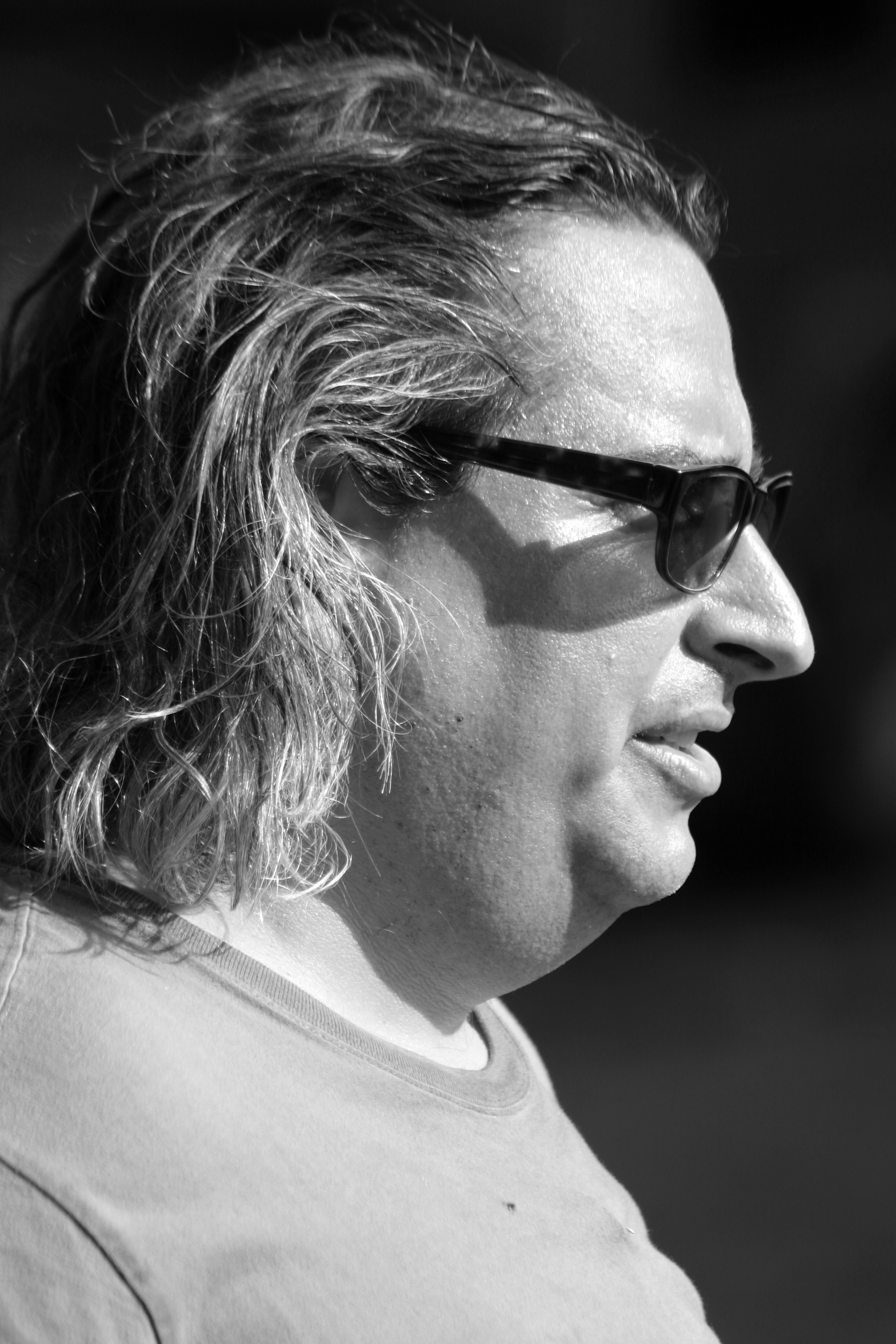
Gregory Crewdson, portrét, červenec 2007

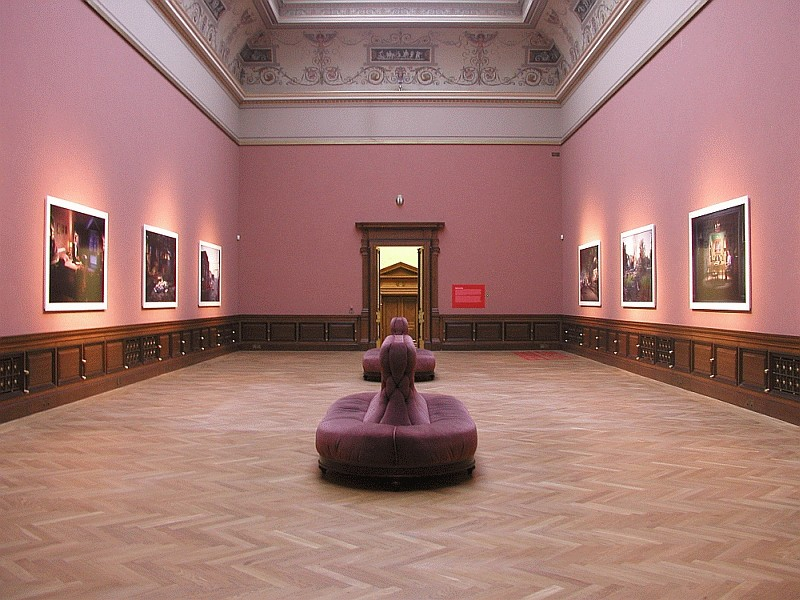
Výstava Gregora Crewdsona v Galerii Rudolfinum, 2008

Gregory Crewdson (* 26. září 1962, Brooklyn) je americký fotograf a profesor na Yale University (od roku 1993), který proslul svými technicky náročně komponovanými, surrealisticky laděnými scénami.

## Život
Crewdson se ve své tvorbě inspiroval filmy režisérů Hitchcockem a Lynchem, ale i malířem Hopperem a patří do oboru inscenované fotografie. Jeho obrazy jsou zasazeny do prostředí amerického předměstí a odkazují přímo k hollywoodským filmům. Crewdson si občas vypůjčuje do svých fotografií herce z nezávislých hollywoodských filmů. Vznikají tak působivé fotografické obrazy společnosti odehrávající se na pomezí skutečnosti a filmu, dokonale krásné fotografie s promyšleně komponovaným množstvím detailů. Fotografování předcházela přímo na místě či ve studiu s početným štábem důkladná příprava, která se dá co do složitosti srovnat s přípravou filmu. Crewdson pracuje se špičkovou kamerou Sinar na formát 18×24 cm (umožňuje například posunovat obě standarty), takže fotografie jsou technicky velmi dokonalé.
Jeho fotografie jsou vystaveny v newyorské galerii Luhring Augustine a v Londýně v galerii White Cube.

## Cykly

### Natural Wonders (1992 – 1997)
Zátiší s přírodními motivy. Oblíbeným námětem jsou motýli, můry, ptáci. Na některých snímcích zajde až do morbidních scén s tlejícíma lidskýma nohama propletených a propíchaných ostny růžového keře,...

### Hover (1996-97, černobílý cyklus)
V cyklu Hover Crewdson fotografuje život na americkém předměstí, kde zachycuje z výšky pohled na neobvyklé situace. Například na jednom snímku je medvěd uprostřed zahrady, jak vyjídá z poražené popelnice nějaké jídlo. Na silnici stojí šikmo policejní auto s otevřenými dveřmi a policista s uspávací pistolí míří na medvěda. Poblíž je poražená dětská tříkolka… Všude okolo stojí lidé a z povzdálí se dívají, co se bude dít… Nebo další snímek, podobná scéna, nově postavená čtvrť na předměstí, uprostřed silnice je muž, jak klade na asfalt role trávníku. Na plochu, kterou se mu podařilo pokrýt trávníkem než přijela policie, přivedl zavlažovací zařízení z nedalekého domu. Lidé se dívají jak všude leží balíky trávy a muž v klidu dál pokládá další linii, policista to řeší…

### Twilight (1998-2002)
Tento cyklus přinesl Crewdsonovi mezinárodní uznání. Obsahuje například fotografii chlapce v koupelně, jak souká paži do sprchového odpadu, kterému chybí odpadová roura - ta leží vyndaná v koupelně, na dokonale čistém koberečku. Ruka chlapce se v podzemí proměňuje v podivně deformovanou, nepřirozeně zbarvenou končetinu nějakého cizího těla. Celý tento snímek je aranžován ve studiu a fotografován vcelku tak, jak je prezentován.

### Dream House (2002)
Fotograf najímá hollywoodské herce: Gwyneth Paltrow, Julianne Moore a Philipa Seymoura Hoffmanna. Vyznívají jako tzv. “jednorámečkové filmy“ a slučují věrohodnost filmového mýtu s falešností vymyšlených scén. Crewdson poukazuje na umělou povahu a zpochybnitelnost jakéhokoli obrazu.

### Beneath the Roses (2003-05)
Velmi náročné a komplikované scény, kvůli kterým fotograf najímá celé štáby lidí. Od jeřábníků, osvětlovačů, specialisty na kouřové a světelné efekty, herecké a komparsové agentury včetně maskérů a kadeřníků. Nechává bořit nebo opět stavět celé domy. S pomocí rámů vyjadřuje obrazy v obraze a podtrhuje tak klaustrofobickou atmosféru.

## Citáty
- „Nakonec se považuji za realistu, i když je to trochu zvláštní.“[1]
- Ještě složitější je přiznat, že oba druhy fotografie si činí nárok na věrný odraz reality, ale Sherman i Prince zobrazují spíše mediální prostředí než skutečnou krajinu nebo ulici.[2]
- „Rád se potápím do snového světa, který jsem sám stvořil, který jsem si zvolil a nad nímž mám naprostou kontrolu.“ - David Lynch[3]
- „Co mne nakonec děsí nejvíc, je realita.“[4]

## Výstavy
- Ruth Bloom Gallery, Los Angeles, USA, 1991
- Houston Center for Photography, Houston, USA, 1992
- Galerie Samia Saouma, Paris, France, 1995
- Ginza Art Space, Tokio, Japonsko, 1996
- Cliveland Center for Contemporary Art, Cleveland, USA, 1997
- Gregory Crewdson, Galleria d’Arte Contemporanea, Modena, Italie, 2002
- Gregory Crewdson, Dream House, John Berggruen Gallery, San Francisco, USA, 2003
- Beneath the Roses, Eleni Koroneou Gallery, Athènes, Grèce, 2005
- Drawing on Hopper : Gregory Crewdson / Edward Hopper, Williams College Museum of Art, Williams, USA, 2007
- Luhring Augustine, New York, USA, 2008
- Gregory Crewdson, Galerie Rudolfinum v Praze, 20. 3. 2008 – 25. 5. 2008

## Fotografické knihy
- Hover: Artspace Books, 1995, ISBN 1-891273-00-0 (first hardcover ed.)
- Twilight: Photographs by Gregory Crewdson, with essay by Rick Moody: Harry N. Abrams, 2003, ISBN 0-8109-1003-9 (first hardcover ed.)
- Gregory Crewdson: 1985-2005: Hatje Cantz Publishers, 2005, ISBN 3-7757-1622-X (first hardcover ed.)
- Gregory Crewdson: Fireflies: Skarstedt Fine Art, 2007, ISBN 0-9709090-5-5 (first hardcover ed.)
- Beneath the Roses, with Russell Banks: Abrams, 2008, ISBN 978-0-8109-9380-8